# Drosophila obscura
Drosophila obscura är en tvåvingeart som beskrevs av Fallen 1823. Drosophila obscura ingår i släktet Drosophila och familjen daggflugor.
Artens utbredningsområde är Europa. Arten är reproducerande i Sverige.